# Wimbledon Championships 1931
Die 51. Auflage der Wimbledon Championships fand 1931 auf dem Gelände des All England Lawn Tennis and Croquet Club an der Church Road statt.

## Herreneinzel
Der an Position sieben gesetzte Sidney Wood gewann etwas überraschend das Herreneinzel. Sein Finalgegner Frank Shields konnte aufgrund einer Verletzung nicht antreten.

## Dameneinzel
In Abwesenheit der mehrfachen Siegerin Helen Wills Moody errang Cilly Aussem den Titel. Sie war die erste von bislang drei deutschen Frauen, die einen Wimbledon-Einzeltitel gewinnen konnte. Im bisher einzigen rein deutschen Wimbledon-Finale im Dameneinzel bezwang sie Hilde Krahwinkel mit 6:2 und 7:5.

## Herrendoppel
Im Herrendoppel siegten George Lott und John Van Ryn.

## Damendoppel
Im Damendoppel waren Phyllis Mudford und Dorothy Shepherd-Barron erfolgreich.

## Mixed
Der Titel im Mixed ging an Anna Harper und George Lott.

## Quelle
- J. Barrett: Wimbledon: The Official History of the Championships. HarperCollins Publishers, London 2001, ISBN 0-00-711707-8.